# Feldzeugmeister

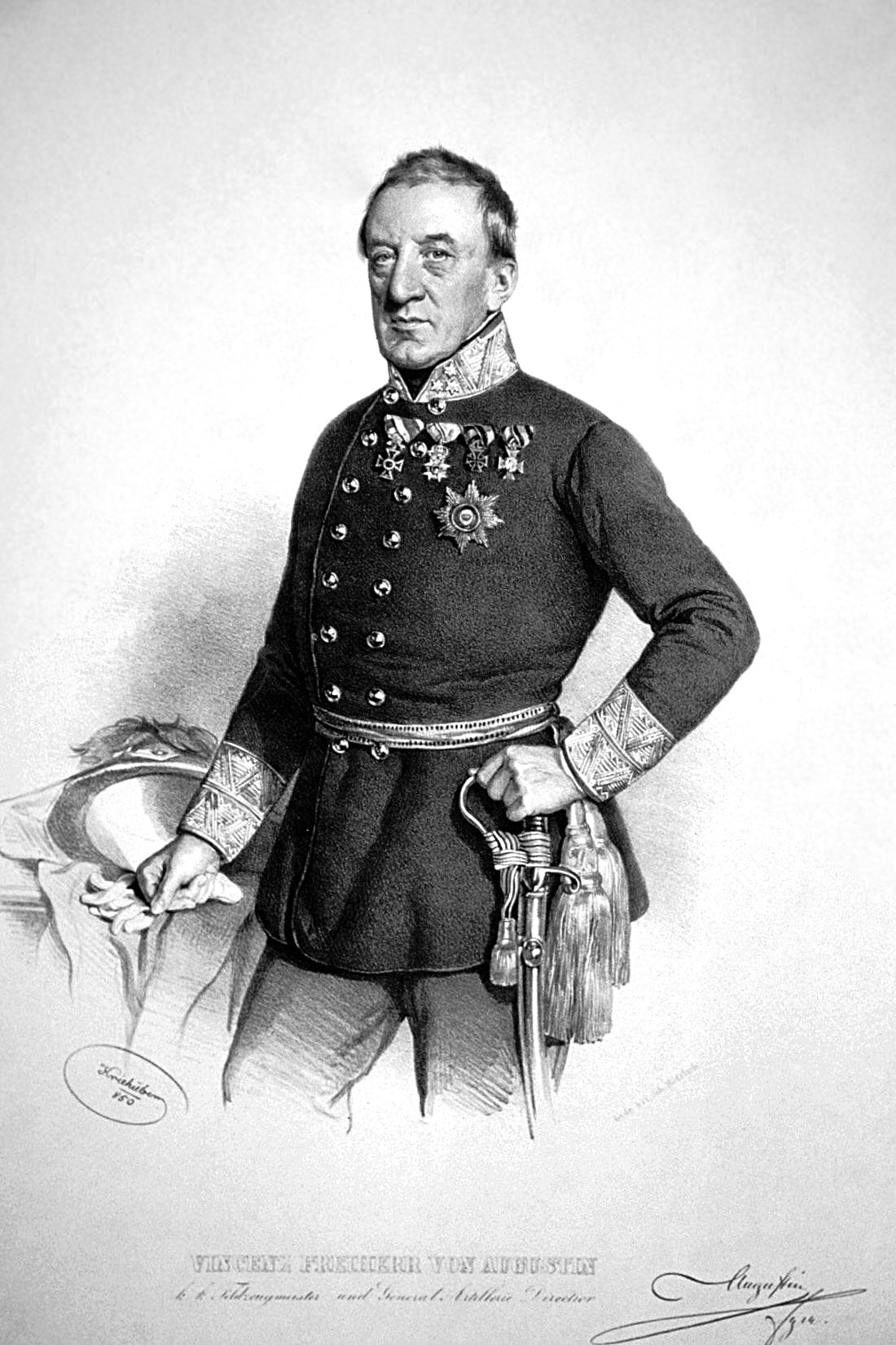
Vincenz von Augustin, hier als Feldzeugmeister, 1850

Der Feldzeugmeister war zu Zeiten der Landsknecht-Heere der Oberbefehlshaber der Artillerie. Nach dem Feldhauptmann und dem Feldmarschall war er der höchste Offizier des Heeres.
Man verstand unter dem „Zeug“ das Geschütz mit seinem gesamten Material, das von den Büchsenmeistern und deren Handlangern nach einem freiwilligen Vertrag mit dem Kriegsherren bedient wurde. Das gesamte Zeug stand unter dem Befehl des Generalfeldzeugmeisters, bei den Franzosen Grand maitre d’artillerie de France. Dieser Titel war schon vor der Einführung eigentlicher Geschütze seit Philipp VI. (1328–1350) üblich und bezog sich auf die früheren Kriegsmaschinen.

## Deutschland

### Preußen
Der Generalfeldzeugmeister war in Preußen seit Friedrich II. Befehlshaber aller Artillerietruppen und rangierte gleich mit dem Generalfeldmarschall. Er trug als Abzeichen auf Achselstücken und Epauletten zwei gekreuzte Kanonenrohre. Früher wurde die Würde eines Generalfeldzeugmeisters häufig an Prinzen aus dem königlichen Hause verliehen, weil diese, nach einer ungeschriebenen Regel, vor 1870 nicht zu Generalfeldmarschällen ernannt wurden. Ab 1870 wurde diese Würde an Offiziere verliehen, die aus der Artillerie hervorgegangen waren und sich um diese Waffe hervorragend verdient gemacht hatten. Letzter Träger dieses Titels war Prinz Carl von Preußen als „Chef der Artillerie“.
In Preußen wurde 1898 an Stelle des (provisorischen) Waffendepartements im Kriegsministerium eine Feldzeugmeisterei außerhalb des Ministeriums geschaffen, an deren Spitze ein Feldzeugmeister im Range eines Divisionskommandeurs stand. Sämtliche Gewehrfabriken, Artilleriewerkstätten, Geschützgießereien, Pulver- und Munitionsfabriken sowie die Konstruktionsbüros und Artilleriedepots unterstanden seiner Aufsicht; auch die Train-Inspektion war ihm nachgeordnet.

#### Chefs der Feldzeugmeisterei
| Dienstgrad                             | Name                | Datum                                    |
| -------------------------------------- | ------------------- | ---------------------------------------- |
| Generalmajor/Generalleutnant           | Emil Stern          | 01. April 1898 bis 17. April 1901        |
| Generalmajor/Generalleutnant           | Adolf von Fetter    | 18. April 1901 bis 14. September 1904    |
| Generalleutnant/General der Artillerie | Robert Koehne       | 15. September 1904 bis 4. April 1910     |
| Generalleutnant/General der Artillerie | Otto von Bücking    | 05. April 1910 bis 26. Juni 1913         |
| Generalmajor/Generalleutnant           | Johannes Franke     | 27. Juni 1913 bis 23. September 1916     |
| Generalmajor/Generalleutnant           | Karl Coupette       | 24. September 1916 bis 10. Dezember 1918 |
| Generalmajor                           | Richard von Berendt | 11. Dezember 1918 bis 1919               |

### Bayern und Sachsen
In Bayern war der Feldzeugmeister ein General der Artillerie, der einem General der Infanterie bzw. Kavallerie gleichstand. (General-)Feldzeugmeister gab es in der bayerischen Armee bereits vor dem Dreißigjährigen Krieg.
1906 ersetzte Bayern die Inspektion der technischen Institute durch eine Feldzeugmeisterei mit Sitz in München mit dem gleichen Aufgabenfeld wie das preußische Vorbild. Dieser Posten eines Feldzeugmeisters war eine Dienststellung und der Inhaber hatte den Rang eines Generalmajors.
Ebenso hatte Sachsen eine Zeugmeisterei mit einem Oberzeugmeister im Range eines Generalmajors mit Sitz in Dresden an der Spitze. Der letzte sächsische Feldzeugmeister war Generalleutnant Johannes Fellmer (1863–1939).

### Drittes Reich
Als Heeres-Feldzeugmeister:
- Franz Barckhausen (1882–1956) von 1935 bis 1938
- Theodor Geib (1885–1944) von 1937 bis 1942

## Habsburgermonarchie

K.u.k. Feldzeugmeister

In der Habsburgermonarchie war der Dienstgrad eines Feldzeugmeisters (FZM) ein Generalsrang der Artillerie und, bis 1908, der Infanterie. Er entsprach dem
- General der Kavallerie (GdK)
- und dem 1908 neu eingeführten Dienstgrad General der Infanterie (GdI).

Sie besaßen das Anrecht auf die Anrede mit ihrem Prädikat „Exzellenz“.

### Österreichische (bzw. österreichisch-ungarische) Feldzeugmeister
→ Siehe auch: Rangabzeichen
- Karl Ludwig zu Sulz (1560–1616), Präsident des Hofkriegsrates
- Johann Wilhelm von Hunolstein (1599–1664), Militärkommandant in Schlesien
- Wolfgang Friedrich Cob von Nüdingen (1610–1679)
- Anne-François de Bassompierre (1612–1646)
- Julius Heinrich von Friesen (1657–1706), Kommandant der Festung Landau
- Johann Ernst von Bibra (1662–1705)
- Gottfried Ernst von Wuttgenau (1674–1736), Verteidiger der Festung Philippsburg 1734
- Ferdinand Philipp von Harsch (1704–1792)
- Franz Guasco (1711–1763)
- Joseph Jacob Murray de Melgum (1718–1802)
- Karl Reinhard von Ellrichshausen (1720–1779)
- Johann Wenzel von Bärnkopp (1723–1794)
- Anton von Thurn-Valsassina (1723–1806)
- Sigmund von Gemmingen (1724–1806)
- Jean-Pierre de Beaulieu (1725–1819)
- Wilhelm von Klebeck (1729–1811)
- Johann von Soro (1730–1809)
- Ludwig von Terzi (1730–1800)
- Karl Eugen zu Erbach-Schönberg (1732–1816), Inhaber des Infanterieregiments Nr. 42, nach ihm „Regiment Erbach“ genannt
- Friedrich Wilhelm zu Hohenlohe-Kirchberg (1732–1796)
- Joseph Nikolaus de Vins (1732–1798)
- Otto Philipp von Hohenfeld (1733–1799)
- Joseph Anton Franz von Mittrowsky (1733–1808)
- Wilhelm Ludwig Gustav von Wartensleben (1734–1798)
- Paul Kray von Krajowa (1735–1804)
- Maximilian Baillet von Latour (1737–1806)
- Paul von Davidovich (1737–1814)
- Joseph Staader von Adelsheim (1738–1808), Inhaber des 3. Infanterieregiments
- Franz Joseph Kinsky (1739–1805)
- Anton Sztáray von Nagy-Mihaly (1740–1808)
- Wilhelm von Kerpen (1741–1823)
- Johann Georg von Browne (1742–1794)
- Franz Wenzel von Kaunitz-Rietberg (1742–1825)
- Graf Olivier Remigius von Wallis (1742–1799), starb an Folgen seiner Verwundung in der Schlacht von Zürich
- Eugène Guillaume Alexis von Mercy-Argenteau (1743–1819)
- Franz von Lauer (1746–1817)
- Karl Friedrich von Lindenau (1746–1817)
- Joseph Anton von Simbschen (1746–1820)
- Heinrich XIII Fürst Reuß zu Greiz (1747–1817)
- Anton von Zach (1747–1826) als Ruhestands-Titel ab März 1825
- Thiery de Vaux (1748–1820)
- Ludwig von Vogelsang (1748–1822)
- Vincenz Maria von Kolowrat-Liebsteinsky (1750–1824)
- Thomas Freiherr von Brady of Longthee (1752–1827)
- Marquis Franz Xaver Joseph de Lusignan (1753–1832)
- Johann von Hiller (1754–1819)
- Peter Duka von Kádár (1756–1822), Inhaber des ungarischen Infanterieregiments Nr. 39, Staats- und Konferenzrat des Kaisers
- Franz Xaver von Saint-Julien (1756–1836)
- Andreas Mariássy (1759–1846)
- Johann Gabriel von Chasteler (1763–1825)
- Ignácz Gyulay von Maros-Németh und Nádaska (1763–1831)
- Nikolaus II. Esterházy de Galantha (1765–1833)
- Fürst Ludwig Aloys von Hohenlohe (1765–1829)
- Hermann Peter von Künigl (1765–1853)
- Anton Mayer von Heldensfeld (1765–1842)
- Wenzel Vetter von Lilienberg (1767–1840)
- Joseph von Lauer (1769–1848)
- Wilhelm Georg Friedrich von Oranien-Nassau (1774–1799)
- Augustin Bertoletti (1775–1846), Kämpfte bis Juli 1814 in der französischen Armee. Dann wurde er österreichischer Generalmajor, Feldmarschalleutnant (1830) und Feldzeugmeister (1845)
- Hieronymus von Colloredo-Mansfeld (1775–1822)
- Alois von Mazzuchelli (1776–1868)
- Karl Gustav Wilhelm zu Hohenlohe-Langenburg (1777–1866)
- Georg von Rukavina (1777–1849)
- Johann August von Turszky (1778–1856)
- Franz Dahlen von Orlaburg (1779–1859), Inhaber des Infanterieregiments Nr. 59 „Erzherzog Rainer“ sowie Präsident des obersten Militärgerichtshofs
- Anton Viktor von Österreich (1779–1835), Vizekönig des Königreiches Lombardo-Venetien
- Vincenz von Augustin (1780–1859)
- Theodor Baillet de Latour (1780–1848)
- Alois von und zu Liechtenstein (1780–1833)
- Maximilian Joseph von Österreich-Este (1782–1863)
- Ludwig von Welden (1782–1853)
- Rainer von Österreich (1783–1853), Vizekönig des Königreiches Lombardo-Venetien
- Ludwig von Österreich (1784–1864)
- Franz von Khevenhüller-Metsch (1783–1867), Großprior des Johanniter-Ordens von Böhmen
- Bernhard Caboga-Cerva (1785–1855), Kommandeur des Mineur-Korps
- Karl von Culoz (1785–1862), Theresienritter und Inhaber des Infanterieregimentes Nr. 31
- Julius von Haynau (1786–1853)
- Wilhelm von Lebzeltern (1787–1869), Mitglied des Militärlandesgerichts in Wien
- Karl Ritter von Schönhals (1788–1857)
- Konstantin d’Aspre (1789–1850)
- Paul von Airoldi (1793–1882), Geheimer Rat, Obersthofmeister von Kaiser Ferdinand I. und Inhaber des Linien-Infanterie-Regiments Nr. 23
- Johann Baptist Coronini-Cronberg (1794–1880)
- Anton Csorich von Monte Creto (1795–1864), Kommandeur des 1. Armeekorps
- Anton Prokesch von Osten (1795–1876)
- Friedrich von Teuchert (1797–1872), zweiter Inhaber des k. k. Linien-Infanterie-Regiments Nr. 59
- Joseph Jelačić von Bužim (1801–1859)
- Friedrich Kellner von Köllenstein (1802–1881)
- Ludwig von Benedek (1804–1881)
- Ludwig von Sztankovics (1805–1868), k. k. Wirklicher Geheimer Rat, 2. Inhaber des Infanterieregiments Nr. 66 und Theresienritter
- Rudolf von Rossbacher (1806–1886), k.k. Wirklicher Geheimer Rat und stellvertretender Kriegsminister
- Joseph von Schmerling (1806–1884), Inhaber des k. k. Linien Infanterie Regiments No. 67, Kommandierender General und stellvertretender Kriegsminister
- Ernst von Hartung (1808–1879), Inhaber des Infanterieregiments Nr. 47, Militärtheoretiker, Theresienritter, Geheimer Rat und Mitglied des Herrenhauses des österreichischen Reichsrats
- Sigmund von Reischach (1809–1878), Theresienritter und Inhaber des Infanterieregiments Nr. 21 sowie Bailli und Bevollmächtigter Minister des Malteserordens

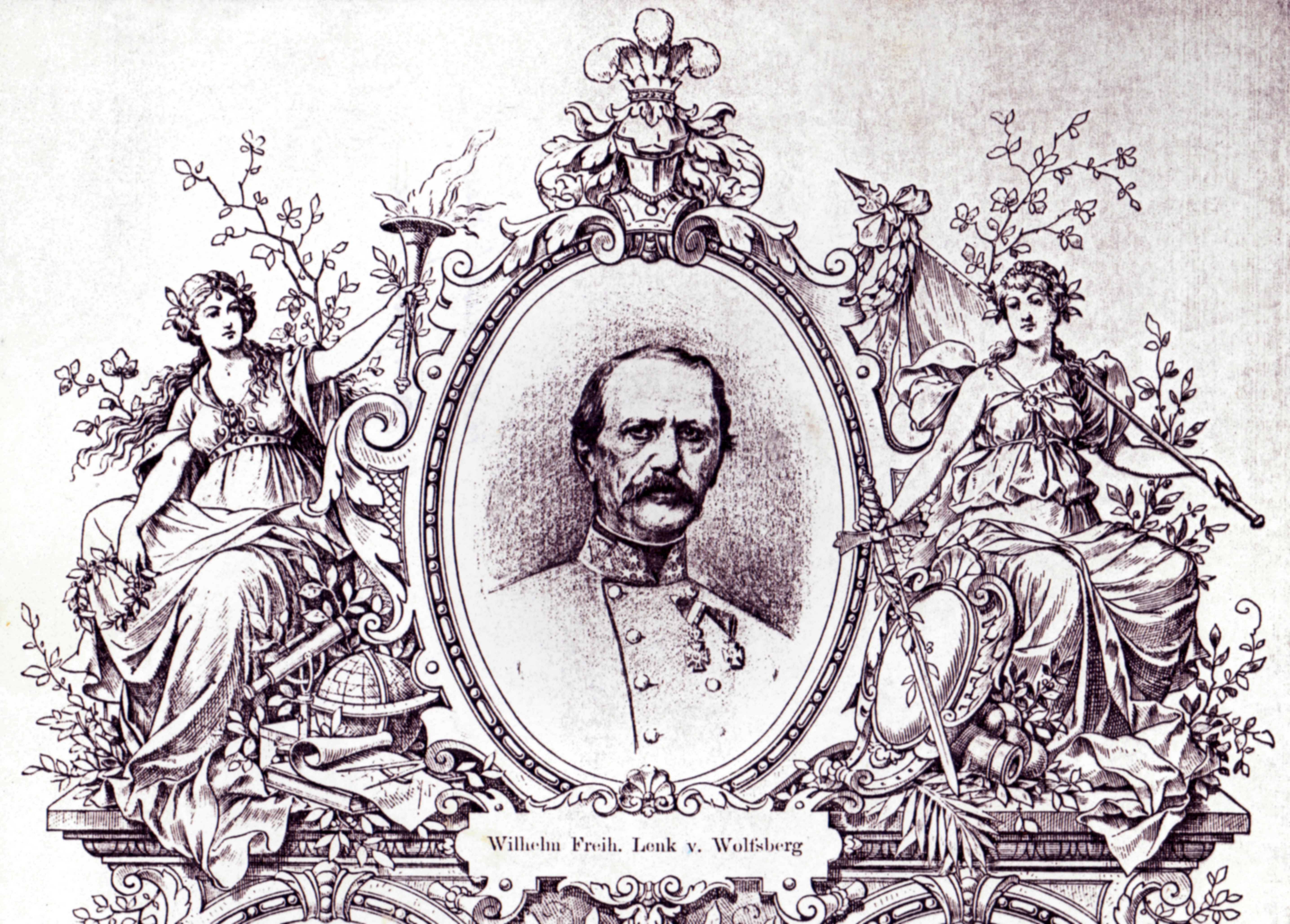
Wilhelm Lenk von Wolfsberg

- Wilhelm Lenk von Wolfsberg (1809–1894), Inhaber des Korps-Artillerieregiments Nr. 4 und Naturwissenschaftler
- Joseph von Sokcsevits (1811–1896), Inhaber des Linieninfanterieregiments Nr. 78, der Banater Grenzregimenter Nr. 10 und 11 und Ban von Kroatien und Slavonien
- Friedrich von Bianchi (1812–1865)
- Joseph von Maroicic di Madonna del Monte (1812–1882), Kommandierender General u. a. in Graz und Wien, Inhaber des K.u.k. Kärntnerisches Infanterie-Regiment „Graf von Khevenhüller“ Nr. 7
- Gabriel von Rodich (1812–1890), Statthalter Dalmatiens
- Vincenz von Abele (1813–1889), k. u. k. Geheimer Rat, Inhaber des Infanterieregiments Nr. 8
- Franz Folliot de Crenneville (1815–1888), Inhaber des Infanterieregiments Nr. 75
- Wilhelm Ramming von Riedkirchen (1815–1876)
- Joseph Philippovich von Philippsberg (1818–1889), Eroberer und erster Gouverneur von Bosnien
- Vinzenz Pürcker von Pürkhain (1820–1901), k. u. k. Wirklicher Geheimer Rat, Inhaber des Infanterieregiments Nr. 25.
- Josef von Ringelsheim (1820–1893), Geheimer Rat und Inhaber des Infanterieregiments Nr. 30.
- Friedrich von Mondel (1821–1886), k. u. k. Wirklicher Geheimer Rat, Inhaber des Infanterieregiments Nr. 21.
- Heinrich Karl Giesl von Gieslingen (1821–1905)
- Georg von Kees (1822–1906), Leiter des Evidenzbüros, Militärkommandant von Kaschau
- Adolf von Catty (1823–1897), Kommandeur des 5. Armeekorps und Inhaber des Infanterieregiments Nr. 102
- Wilhelm von Österreich (1827–1894)
- Hermann Dahlen von Orlaburg (1828–1887), Gouverneur von Bosnien und Herzegowina und Inhaber des Infanterieregiments „Ludwig Andreas Graf von Khevenhüller“ Nr. 7.
- Wilhelm von Reinländer (1829–1910)
- Friedrich von Beck-Rzikowsky (1830–1920), Generalstabschef 1881–1906
- Leonidas von Popp (1831–1908), Professor für Strategie an der Zentralkavallerie, Generaladjutant und Vorstand der Militärkanzlei des Kaisers
- Johann Baptist von Waldstätten (1833–1914), Inhaber des 81. Infanterieregiments, kommandierender General in Temeswar
- Ferdinand von Cronenbold (1837–1904)
- Georg von Waldstätten (1837–1918), Festungskommandant in Krakau, Inhaber des Infanterieregiments Nr. 97
- Ferdinand Fiedler (1842–1910), Kommandeur des 2. Korps und Generaltruppeninspektor
- Eugen von Albori (1838–1915) Während der Annexionskrise von 1908 wurde vereinbart, dass er, und nicht einer der Erzherzöge, im Falle eines bewaffneten Konfliktes Oberbefehlshaber der gesamten Armee werden sollte.
- Ludwig Schwitzer von Bayersheim (1839–1919), Kommandant des 7. Korps und Inhaber des Artillerieregiments Nr. 82
- Maximilian von Catinelli (1840–1907), Festungskommandant von Trient und Inhaber des Infanterieregiments Nr. 96
- Hubert von Czibulka (1842–1914), Vater des Schriftstellers Alfons von Czibulka
- Karl Cerri (1845–1918)
- Eduard von Beschi (1848–1916), Chef der Festungsartillerie in den österreichisch-ungarischen Streitkräften und Inhaber des Feldartillerieregiments Nr. 2
- Rudolf von Chavanne (1850–1936)
- Karl Fanta (1851–1937)
- Oskar Potiorek (1853–1933), Befehlshaber der Balkanarmee 1914
- Stephan von Ljubičić (1855–1935), Kommandant der 45. Landwehr-Infanterie-Division, sodann Kommandant der Gruppe Ljubičić
- Karl Kuk (1853–1935), Kommandant der Festung Krakau,
- Siegmund Ritter von Benigni in Müldenberg (1855–1922), Kommandeur des 8. Korps
- Árpád Tamásy von Fogaras (1861–1939), Kommandant der Festung Przemysl und Kommandeur der 23. Honvéd-Infanterie-Division 1914, schließlich Kommandeur des 4. Armeekorps 1918